# Thomson Reuters
Thomson Reuters Corporation er en canadisk multinational mediekoncern. Virksomheden har hovedkvarter i Toronto og blev etableret i 2008 ved en fusion mellem Thomson Corporation og Reuters Group. Virksomheden er majoritetsejet af The Woodbridge Company, et holdingselskab for Thomson-familien. Selskabet er moderselskab til nyhedsbureauet Reuters.